# Gong Lijiao
Gong Lijiao (Shijiazhuang, 24 de janeiro de 1989) é uma atleta chinesa, campeã olímpica e mundial do arremesso de peso. Entre Jogos Olímpicos e campeonatos mundiais ela tem um total de onze medalhas, três delas de ouro.
Estreou em competições internacionais globais com um quinto lugar no Mundial de Osaka 2007. Em Pequim 2008, terminou a prova em quinto lugar, mas recebeu posteriormente a medalha de bronze olímpica depois que duas atletas melhor colocadas da Bielorrússia tiveram suas medalhas confiscadas por doping. Campeã nacional chinesa em 2009, com um recorde pessoal de 20,35 m, ganhou a medalha  de bronze no Campeonato Mundial de Atletismo de 2009, em Berlim. Em Londres 2012, sua segunda Olimpíada, Gong novamente terminou fora do pódio, em quarto lugar, mas recebeu posteriormente a medalha de prata, depois que duas competidoras medalhadas na ocasião perderam suas medalhas por doping. 
Medalha de prata no Mundial de Pequim 2015 e bicampeã mundial em Londres 2017 e Doha 2019, tornou-se campeã olímpica em Tóquio 2020, com um arremesso de 20,58 m, seu recorde pessoal, primeira atleta atleta chinesa a conquistar a medalha de ouro numa modalidade de campo e a primeira asiática a vencer o arremesso de peso em Jogos Olímpicos. No Mundial seguinte, Eugene 2022, conquistou outra medalha de prata. Ficou com a medalha de bronze em Budapeste 2023.
Nos Jogos de Paris 2024 Gong ficou em quinto lugar.